# ميلاجروس مينينديز
ميلاجروس أبيجيل «ميلي» مينينديز(بالإسبانية: Milagros Abigail "Mili" Menéndez؛ مواليد 23 مارس 1997) هي لاعبة كرة قدم أرجنتينية محترفة تلعب كمهاجمة مع نادي الأمل السعودي، ومنتخب الأرجنتين للسيدات.

## مسيرتها الكروية
سائقة سباقات الكارت ناجحة عندما كانت مراهقة، بدأت مينينديز مسيرتها المهنية باللعب في بطولة اتحاد كرة القدم للسيدات في مقاطعة بوينس آيرس مع فريق نادي الجنرال أوركيزا لكرة القدم مار دل بلاتا قبل أن تنتقل إلى يو إيه آي أوركيزا في عام في 23 أغسطس 2019، تم تقديمها في نادي راسينغ بعد توقيع عقدها المهني الأول.
في 1 يوليو 2020، انتقلت مينينديز إلى الخارج ووقع عقدًا مع نادي الدرجة الثانية المحترفة غرناطة بعقد لمدة عامين. في 3 أغسطس من العام التالي، وبعد ظهورها النادر، انتقلت إلى نادي إلتشي.
في يوليو 2022، عاد مينينديز إلى راسينغ. في 2 فبراير 2024، تم الإعلان عنها في سانتوس [الإنجليزية]
 على سبيل الإعارة لمدة عام واحد، مع شرط شراء.
في 13 يناير 2025، انتقلت مينينديز إلى المملكة العربية السعودية مع الأمل.

## مسيرتها الدولية
تم اختيار مينينديز من قبل المنتخب الأرجنتيني الأول لكأس العالم للسيدات 2019. في 19 يونيو من ذلك العام، خلال البطولة، سجلت هدفها الدولي الأول، في مباراة انتهت بالتعادل 3-3 ضد إسكتلندا.

## الإحصائيات

### دوليا
آخر تحديث 13 فبراير 2024.
| المننتخب الوطني | العام   | الظهور | الأهداف |
| --------------- | ------- | ------ | ------- |
| الأرجنتين       | 2019    | 10     | 3       |
| الأرجنتين       | 2021    | 1      | 0       |
| الأرجنتين       | 2022    | 2      | 0       |
| المجموع         | المجموع | 13     | 3       |

#### الأهداف الدولية
قائمة الأهداف والنتائج في قائمة أهداف الأرجنتين أولاً
| # | التاريخ        | المكان                                              | الخصم    | الهدف | النتيجة | المسابقة                |
| - | -------------- | --------------------------------------------------- | -------- | ----- | ------- | ----------------------- |
| 1 | 19 يونيو 2019  | حديقة الأمراء ، باريس ، فرنسا                       | إسكتلندا | 1–3   | 3–3     | كأس العالم للسيدات 2019 |
| 2 | 12 نوفمبر 2019 | مركز إيزيزا للتدريب, إيزيزا، بوينس آيرس ، الأرجنتين | كولومبيا | 1–1   | 2–2     | ودية                    |
| 3 | 12 نوفمبر 2019 | مركز إيزيزا للتدريب, إيزيزا، بوينس آيرس ، الأرجنتين | كولومبيا | 2–2   | 2–2     | ودية                    |

## الإنجازات
سانتوس
- كأس باوليستا لكرة القدم للسيدات: 2024[14]

## وصلات خارجية
- ميلاجروس مينينديز على موقع الاتحاد الدولي (مؤرشف)  (الإنجليزية)
- ميلاجروس مينينديز على موقع الاتحاد الأوربي (الإنجليزية)
- ميلاجروس مينينديز على موقع قاعدة بيانات كرة القدم.إي يو (الإنجليزية)
- ميلاجروس مينينديز على موقع Soccerway.com (الإنجليزية)
- ميلاجروس مينينديز على موقع عالم كرة القدم.نت (الإنجليزية)